# Teen Beach Movie
Teen Beach Movie é um Filme Original Disney Channel, protagonizado por Ross Lynch e Maia Mitchell. Estreou no Disney Channel EUA em 19 de Julho de 2013 com um recorde de audiência: aproximadamente 8,4 milhões de telespectadores, tornando-se o filme feito para a TV mais assistido de 2013. Estreou em 11 de agosto de 2013 no Disney Channel Brasil. Filmado em Porto Rico, Teen Beach Movie, gira em torno dos personagens principais e um filme musical de praia. O primeiro promo de Teen Beach Movie, foi ao ar em 15 de fevereiro de 2013 durante o especial de uma hora da série Jessie, Jessie's Big Break. Um promo oficial foi ao ar em 15 de março de 2013, logo após o especial Os Feiticeiros Retornam: Alex Vs. Alex.
Foi apresentado pelo SBT no dia 6 de setembro de 2015 no bloco infantil Mundo Disney, sendo assim alcançou 1 milhão e 400 mil telespectadores.

## Sinopse
Brady e Mack são dois amigos que vivem um verão sem fim, até que a tia de Mack vem buscá-la para uma escola preparatória para que ela possa seguir o caminho escolhido pela mãe. Antes da viagem, os dois acabam sendo transportados para dentro do filme favorito de Brady, "Onda sublime onda", um musical do gênero Turma da Praia, ambientado nos anos 60, que consiste em um amor proibido entre membros de duas gangues rivais, os motoqueiros e os surfistas. De acordo com o enredo original do musical o líder dos surfistas, Tanner, deve se apaixonar pela irmã do líder dos motoqueiros, Leila, mas a presença de Brady e Mack acaba alterando o curso da história deixando os dois presos no filme e se transformando em personagens. Os dois então precisam unir Leila e Tanner para que sejam levados para fora do filme.

## Produção
A pré-produção do filme começou em Janeiro de 2012. Teen Beach Movie é o terceiro filme original do Disney Channel filmado em Porto Rico, os outros dois foram Programa de Proteção para Princesas e Os Feiticeiros de Waverly Place: O Filme. Em 28 de Março de 2012, a imprensa local de Porto Rico cobriu parte da filmagem, que se passa na ilha. A maioria das gravações externas ocorreram em Fajardo, na costa leste da ilha, enquanto as cenas internas, como no quarto de Mackenzie e na lanchonete, foram feitas em um armazém em Bayamón. Além disso, primeiramente, o filme iria se chamar Teen Beach Musical.

## Trilha Sonora
A trilha sonora intitulada Teen Beach Movie (Soundtrack) foi liberada para download digital no dia 16 de Julho de 2013 pela iTunes Store e debutou na 8ª posição do ranking semanal Billboard 200, feito pela revista homônima, vendendo 25,000 cópias na primeira semana. O filme é o primeiro a debutar entre os dez melhores desde 2008, quando Camp Rock estreou em terceiro lugar. O álbum conta com todas as canções presentes no filme mais três faixas contendo o instrumental de "Cruisin' For a Bruisin'", "Falling For Ya" e "Surf's Up", respectivamente. A trilha é composta de canções originais nos gêneros surf rock, rockabilly, Motown R&B e pop.

### Canções
1. "Oxygen" - Performado por Maia Mitchell
2. "Surf Crazy" - Keely Hawkes e elenco
3. "Cruisin' For a Bruisin'" - Ross Lynch, Grace Phipps e Jason Evigan
4. "Fallin For Ya" - Grace Phipps
5. "Meant to Be" - Ross Lynch, Maia Mitchell, Grace Phipps e Garrett Clayton
6. "Like Me" -  Ross Lynch, Maia Mitchell, Grace Phipps e elenco
7. "Meant to Be (Reprise 1)" - Grace Phipps e Garrett Clayton
8. "Can't Stop Singing" - Maia Mitchell e Ross Lynch
9. "Meant to Be (Reprise 2)" - Ross Lynch e Maia Mitchell
10. "Surf's Up" - Maia Mitchell, Ross Lynch e elenco
11. "Coolest Cats in Town" - Grace Phipps e Jason Evigan
12. "Surf Crazy Finale" - Elenco
13. "Cruisin' For a Bruisin (Instrumental Version" A
14. "Falling For Ya (Instrumental Version)" A
15. "Surf's Up (Instrumental Version)" A

 A- Apenas na versão online do álbum vendido na iTunes Store

## Sequência
Em 27 de abril de 2014, a sequência, Teen Beach 2, foi anunciada com estreia prevista para junho de 2015 nos Estados Unidos e em julho do mesmo ano pelo Brasil no Disney Channel e gravações marcada para julho de 2014 em Porto Rico. Ross Lynch, Maia Mitchell. Grace Phipps, Garrett Clayton e John DeLuca irão retomar seus papéis. O longa vai contar a história dos personagens de Wet Side Story depois da cena pós-créditos no primeiro filme, na qual eles são transportados para o mundo real. Teen Beach 2 é a primeira sequência Disney Channel desde Camp Rock 2: The Final Jam em 2010.